# Volo RusAir 9605
Il volo RusAir 9605 (operato come volo RusLine 243) era un collegamento di linea della RusLine, operato dalla RusAir, tra gli aeroporti di Mosca Domodedovo e di Petrozavodsk. Il 20 giugno 2011, verso le 23:40 locali (19:40 UTC), il Tupolev Tu-134 che effettuava il volo precipitò nei pressi dell'aeroporto di destinazione durante la fase di avvicinamento, provocando la morte di 47 persone e ferendone 5.

## L'aereo

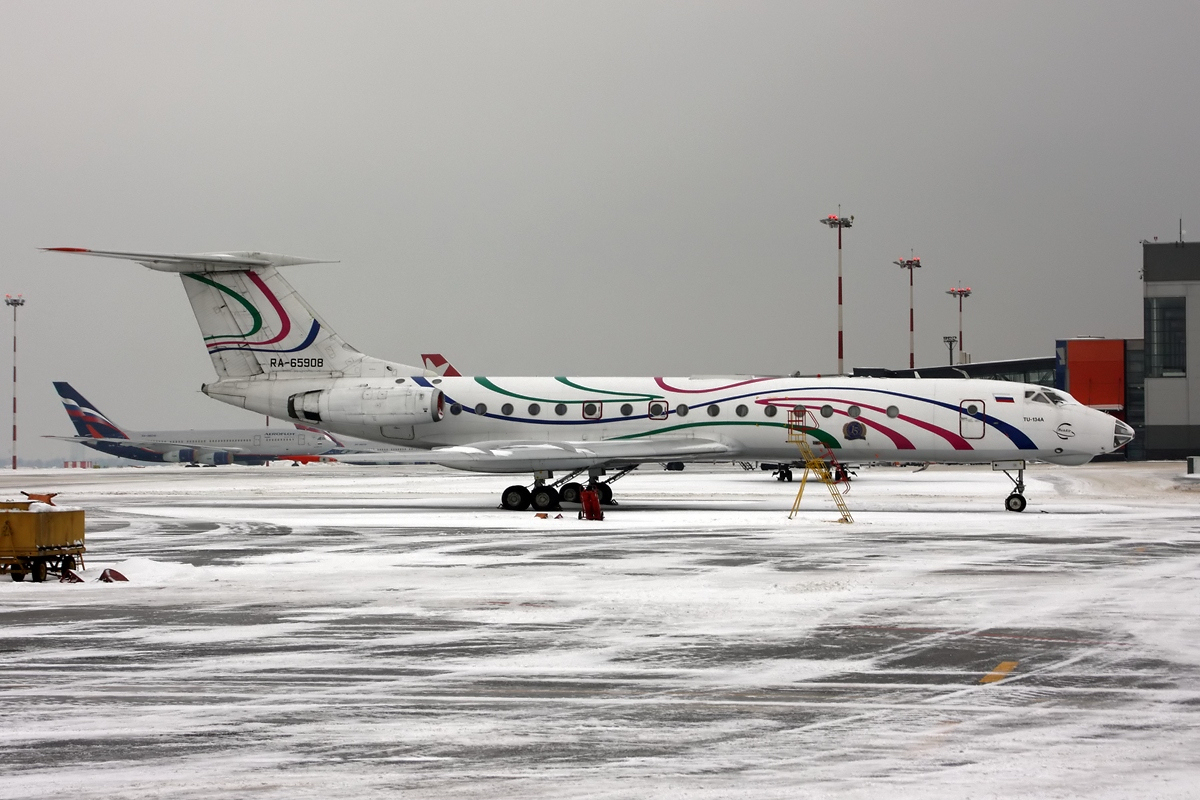
Un Tupolev di RusAir simile a quello del volo 9605.

Il velivolo precipitato era un Tupolev Tu-134A-3 con numero di registrazione RA-65691 e matricola 63195 costruito nel 1980 e consegnato alla Aeroflot; nel marzo 2011 il velivolo venne acquistato dalla RusAir e al momento dell'incidente aveva accumulato 35 591 ore di volo e operato 20 977 atterraggi. Era spinto da due motori Soloviev D-30-III.

## L'incidente

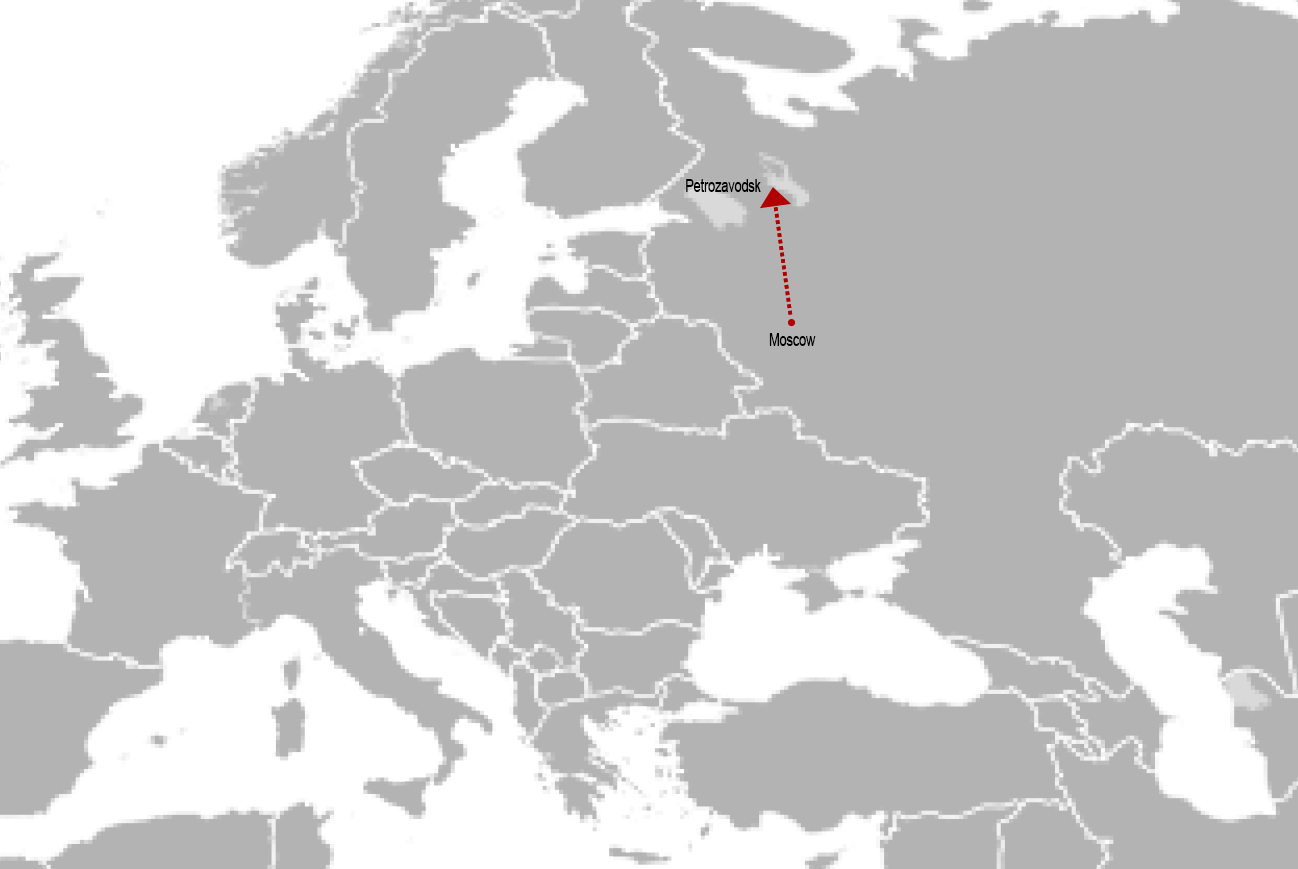
La rotta del volo 9605, 746 km in linea d'aria

L'aereo si schiantò sull'autostrada A133 a circa 1 200 metri dalla pista dell'aeroporto di Petrozavodsk. La causa del disastro non era chiara, anche se al momento dell'incidente era presente una forte nebbia e si suppone che il pilota avesse scambiato le luci dell'autostrada per quelle dalla pista di atterraggio.
Secondo funzionari aeroportuali, l'aereo stava volando fuori rotta di circa 200 metri e aveva iniziato la discesa molto prima di quanto avrebbe dovuto. I controllori di volo avevano raccomandato ai piloti di effettuare un secondo avvicinamento a causa della scarsa visibilità, ma essi risposero che avrebbero comunque tentato l'atterraggio.
Vladimir Markin, il portavoce del comitato investigativo russo, riferì che erano allo studio diverse possibili cause per l'incidente, tra le quali l'errore umano. Il direttore dell'Agenzia federale dei trasporti aerei comunicò che l'aereo, poco prima dello schianto, aveva colpito un pino alto 15 metri, aggiungendo inoltre che prima dell'incidente non si erano verificati né incendi né esplosioni a bordo del velivolo.

## Le vittime
A bordo dell'aereo vi erano 43 passeggeri e nove membri dell'equipaggio per un totale di 52 persone, delle quali 47 hanno perso la vita e 5 hanno riportato gravi ferite. Un bambino inizialmente sopravvissuto alla tragedia morì a causa delle ferite pochi giorni dopo; delle hostess, solo una riuscì a salvarsi.
| Nazionalità          | Deceduti | Feriti | Totale |
| -------------------- | -------- | ------ | ------ |
| Russia               | 38       | 5      | 43     |
| Russia / Stati Uniti | 4        | 0      | 4      |
| Ucraina              | 2        | 0      | 2      |
| Bielorussia          | 1        | 0      | 1      |
| Paesi Bassi          | 1        | 0      | 1      |
| Svezia               | 1        | 0      | 1      |
| Totale               | 47       | 5      | 52     |

### Vittime di rilievo
Tra le vittime vi erano l'arbitro internazionale di calcio Vladimir Pettay, l'amministratore delegato e capo progettista della Gidropress Sergei Ryzhov, il suo vice capo progettista, Gennady Banyuk e Nikolai Trunov, il capo progettista del reattore nucleare VVER installato presso la centrale nucleare di Kudankulam in India.

## Conseguenze
Alle ore 01:00 del 21 giugno, i vigili del fuoco riuscirono a spegnere completamente l'incendio provocato dallo schianto, consentendo il recupero delle scatole nere. I feriti vennero inizialmente inviati agli ospedali locali, ma successivamente trasportati a Mosca utilizzando un Ilyushin Il-76 con a bordo medici e psicologi.
Il 23 giugno si tenne una riunione di alti funzionari del governo russo nella quale veniva deciso che, in seguito all'incidente del Volo 9605, tutti i Tu-134 sarebbero stati rimossi dal servizio commerciale; inoltre venne deciso che tutti gli aeromobili in grado di trasportare più di nove persone o in alternativa un peso superiore a 5 700 chilogrammi avrebbero dovuto essere equipaggiati del Ground Proximity Warning System.

## Le indagini
L'indagine per chiarire le cause dell'incidente venne avviata poche ore dopo l'accaduto. Secondo Vladimir Markin, portavoce del Comitato interstatale dell'aviazione della comunità degli stati indipendenti (IAC), sarebbero state prese in esame tutte le possibili cause dell'incidente, compreso l'errore umano.
Le scatole nere vennero subito recuperate tra i rottami dell'aereo.
L'agenzia di stampa ITAR-TASS riferì che un ufficiale di polizia avrebbe detto che l'aereo avrebbe avuto problemi tecnici e quindi i piloti potrebbero aver deciso di effettuare un atterraggio di emergenza sull'autostrada. Secondo l'ufficio del Ministro per le emergenze della Repubblica di Carelia, la torre di controllo avrebbe perso il contatto radio con i piloti alle 23:40 locali (19:40 UTC), pochi istanti prima dell'incidente.
Nel settembre del 2011 il MAK pubblicò il rapporto finale nel quale si legge:
Vennero individuati degli elementi che contribuirono all'incidente: